# Bränt krut

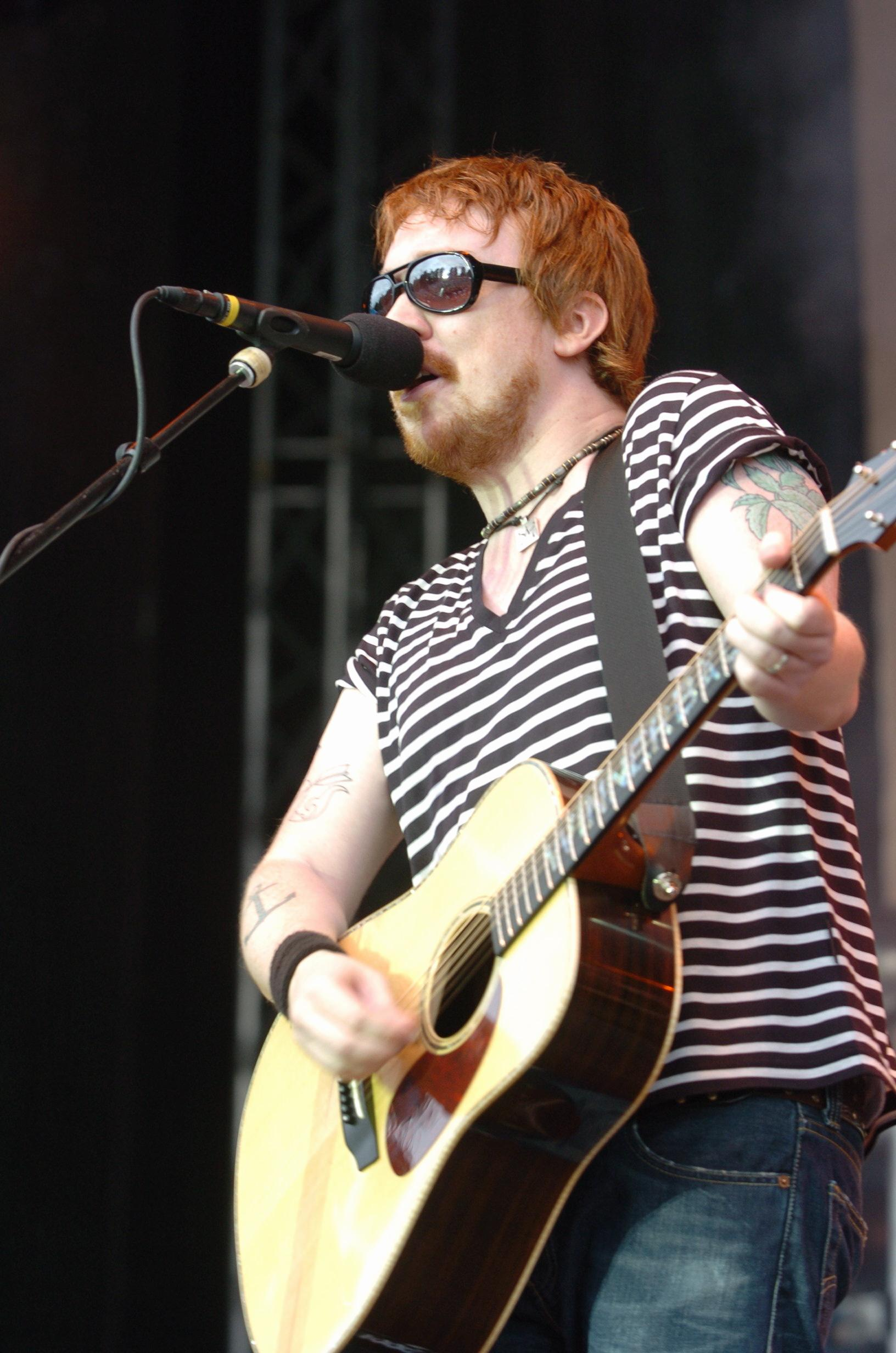
Lars Winnerbäck under Arvikafestivalen 2005

Bränt krut är samlingsnamnet för det material som Lars Winnerbäck släpper för sina fans, innehållandes liveupptagningar eller sällsynta låtar. Utmärkande för Bränt krut-serien är att det rör sig om begränsade upplagor. Den första delen i serien släpptes enbart i 1000 numrerade exemplar, medan den andra delen delades ut till 8000 besökare på en konsert. De två resterande delarna har enbart sålts på Winnerbäcks turnéer.

## Skivor som ingår i Bränt krut-serien

### 2005–Stackars hela Sverige: Bränt krut vol. 1(Live)
Stackars hela Sverige är en dubbel-LP av Lars Winnerbäck med livelåtar inspelade under höstturnén 2004, i Helsingborg, Uppsala, Östersund och Oslo. Det är del ett i serien Bränt krut.
Låtlista 
LP1 - A
1. Hon kommer från främmande vidder
2. Dom sista drömmarna del II
3. Min älskling har ett hjärta av snö
4. Tanken som räknas
5. Jag är hos dig igen

LP1 - B
1. Under månen
2. Elegi
3. Över gränsen
4. Hugger i sten
5. Stackars

LP2 - A
1. I Stockholm
2. Timglas
3. Hjärter Dams sista sång
4. Åt samma håll
5. Söndermarken

LP2 - B
1. Elden
2. Lång dag
3. Solen i ögonen
4. Du hade tid

### 2005–Bränt krut vol.2B-sidor och outgivet.
Bränt krut vol.2 delades ut till besökarna på Lars Winnerbäcks 30-årskalas, konserten i Cloetta Center den 19 oktober 2005. Konsertbesökarna fick gratisskivan som låg i en påse som även innehöll en Lasse-filmis, pin, tablettask, klubba, ballong och en bilaga till CD-skivan med beskrivningar av låtarna och Lasses egna anteckningar.
Skivan delades alltså bara ut till 8000 personer, och kommer inte att ges ut i några nya upplagor, innehållet är b-sidor och outgivet material.
Låtlista
1. Till det sista havet
2. Katt över taken
3. Som en hemlös själ (Like a Rolling Stone)
4. Aldrig riktigt slut (allra första versionen som aldrig har givits ut på skiva).
5. När man väntar mirakel
6. Lycklig och förvånad
7. Lång dag
8. När Berga blev trångt

### 2008–Vi var där blixten hittade ner: Bränt krut vol. 3(Live)
Vi var där blixten hittade ner: Bränt krut vol. 3 är ett musikalbum av Lars Winnerbäck med elva livelåtar inspelade på olika platser under höstturnén 2007. Skivan är en del i serien Bränt Krut, och har endast sålts under sommarturnén 2008 via Helsingborgsbutiken WE LOVE MUSIC, då den även blev listetta.
Låtlista
1. Farväl Jupiter
2. Jag har väntat på ett regn
3. Stockholms kyss
4. Om du lämnade mig nu
5. En tätort på en slätt
6. Och det blåser genom hallen
7. Elegi
8. Hugger i sten
9. Kom ihåg mig
10. Ingen soldat
11. Elden

### 2009–Bränt krut vol.4(Live)
Bränt krut vol.4 är en live DVD av Lars Winnerbäck inspelad under Turnéavslutningen på isstadion i Johanneshov, Stockholm den 14 december 2009. Dvd:n såldes endast under Lars Winnerbäcks sommarturné 2010.
Låtlista
1. Järnvägsspår
2. Köpenhamn och överallt
3. Dunkla rum
4. Jag har väntat på ett regn
5. Brustna hjärtans höst
6. Om tiden vill ifatt
7. Kedjebrev
8. Lång dag
9. Varning för ras
10. Hugger i sten
11. Åt samma håll
12. Fribiljett mot himlen
13. Söndag 13.3.99
14. Jag får liksom ingen ordning
15. Kom ihåg mig
16. Solen i ögonen
17. Om du lämnade mig nu
18. Elden
19. För dig
20. Ett sällsynt exemplar
21. Elegi
22. Söndermarken